# Soulshock and Karlin
Soulshock and Karlin är en dansk produktionsduo bestående av Carsten Schack och Kenneth Karlin. Deras första hitlåt blev Monica Arnolds "Before You Walk Out of My Life" från 1995. Duon har bland annat skrivit för Whitney Houston ("Heartbreak Hotel"), JoJo ("Leave (Get Out)") och Fantasia Barrino ("Truth Is").